# کهکشان مارپیچی

یک مثال از کهکشان مارپیچی کهکشان فرفره

یک کهکشان مارپیچی (به انگلیسی: Spiral Galaxy) یک نوع از ۳ نوع اصلی کهکشان‌ها است که نخستین‌بار توسط ادوین هابل و در سال ۱۹۳۶ میلادی رده‌بندی شد.

## ساختار
کهکشان‌های مارپیچی چند بخش اصلی دارند:
- یک دیسک چرخان که از چند بازو تشکیل شده است و ستارگان غالباً در آن قرار دارند.
- مرکز آن که یک برآمدگی کره‌مانند است و غالباً از ستارگان پیر تشکیل شده است.
- هالهٔ کهکشانی که خوشه‌های ستاره‌ای کروی زیادی در آن قرار دارند
- سیاه‌چاله ابرپرجرم که در مرکز آن قرار دارد

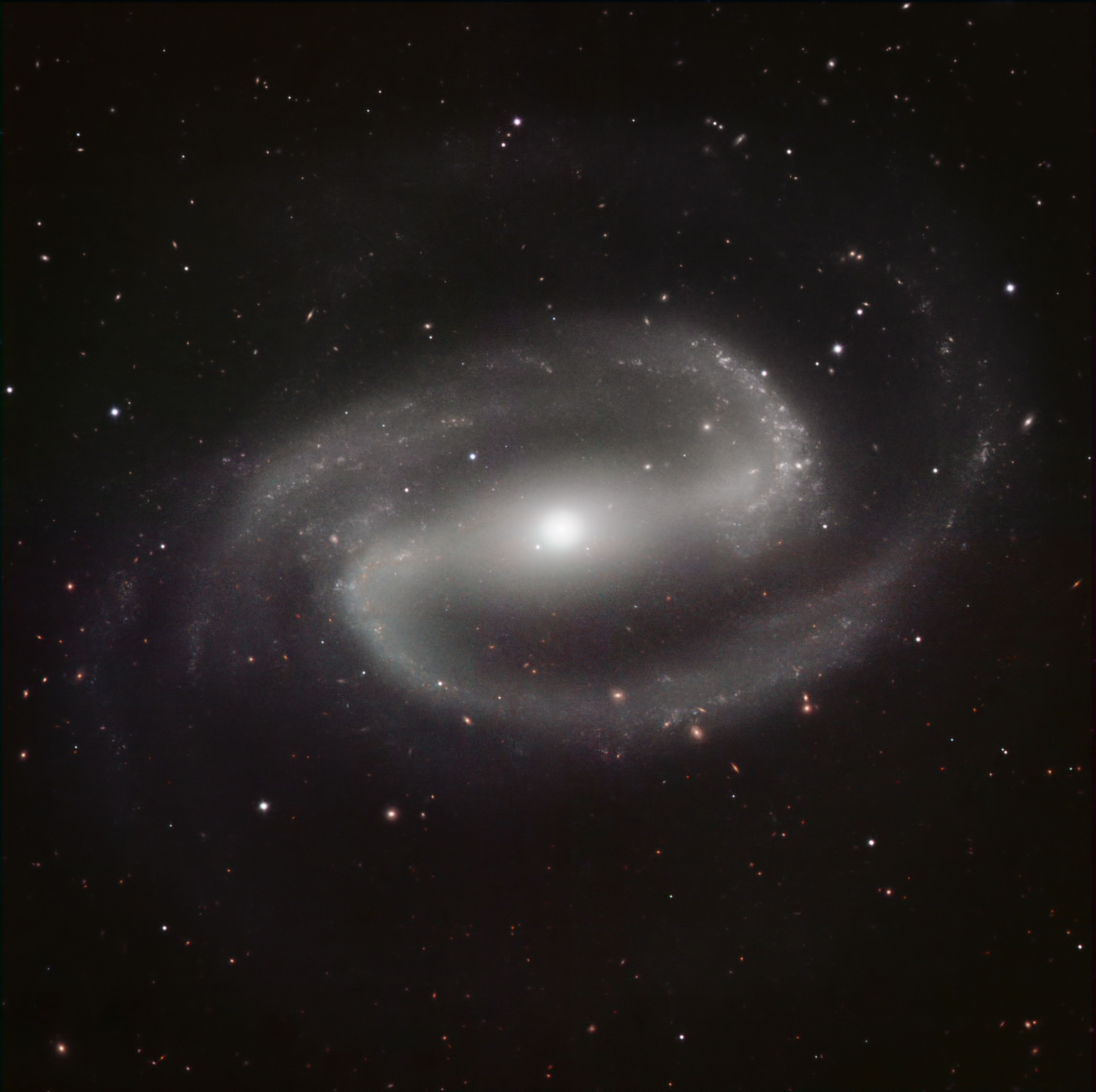
ان‌جی‌سی ۱۳۰۰ در فروسرخ نور.

## بازوهای مارپیچی

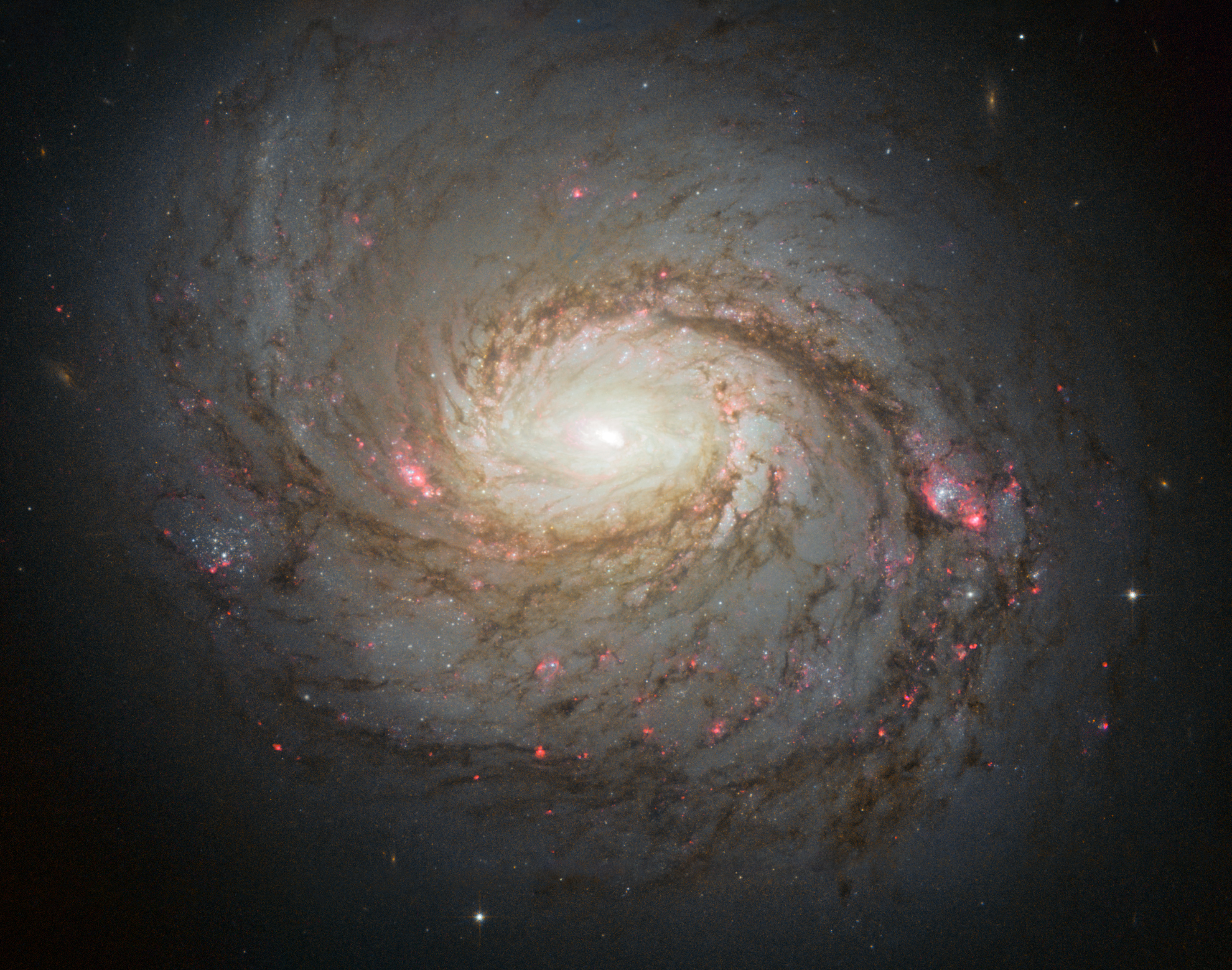
مسیه ۷۷ نمونه ای از کهکشان با بازوهای مارپیچی

بازوهای مارپیچی نقاطی هستند که از مرکز مارپیچی و کهکشان‌های مارپیچی بسته کشیده شده‌اند. این نواحی باریک به شکل مارپیچ می‌باشند و از این رو به آن‌ها کهکشان‌های مارپیچی می‌گویند. طبقه‌بندی متفاوت کهکشان‌های مارپیچی بستگی به ساختار بازوهای مشخص در آن‌هاست. کهکشان‌های Sc و SBc به علت بعد مسافت بازوهای شل و آویزانی دارند، در حالی که که کهشان‌های Sa و SBa کهکشان‌هایی با بازوهای تنگ و به هم پیچیده شده‌ای هستند (با مراجعه به طبقه‌بندی هابل). در هر دو حالت بازوهای مارپیچی از تعداد بسیار زیادی ستارهٔ آبی و بزرگ و جوان تشکیل شده‌اند (ناشی از چگالی جرمی و نرخ بالای شکل‌گیری ستارگان) بازوها را قابل توجه می‌سازد.

## برآمدگی‌های کهکشانی
برآمدگی‌ها گروه عظیم‌الجثه و بسیار فشرده ستارگان هستند. این اصطلاح به گروه مرکزی ستارگان در اکثر کهکشان‌های مارپیچی اشاره می‌کند. برآمدگی (bulg) کهکشان Sa معمولاً از ستاره‌های II تشکیل شده است، که ستاره‌های سرخ‌رنگ و پیر همراه با حجم فلزی کم می‌باشند. افزون‌بر این کهکشان‌های sa و sba تمایل به بزرگ بودن دارند در مقابل ان برآمدگی‌های (bulges) کهکشان‌های Sc و SBc بسیار کوچک‌تر هستند و غالباً از تراکم ستاره‌های جوان و آبی I تشکیل شده‌اند بعضی از برآمدگی‌ها ویژگی‌های مشابهی با کهکشان‌های بیضوی دارند (تمایل به سمت جرم و درخشندگی کم) و بقیه دارای چگالی دیسک مرکزی بسیار بالا همراه با ویژگی‌های مشابه صفحهٔ کهکشان می‌باشند این‌گونه تصور می‌شود که بسیاری از برآمدگی‌ها در مرکزشان میزبان سیاهچالهٔ ابر پر جرم می‌باشند، اگرچه سیاهچاله تاکنون به صورت مستقیم مشاهد نشده است اما شواهد غیرمستقیم آن وجود دارد. به عنوان مثال در کهکشان خودمان شیئی که Sagittarius A* نامیده می‌شود احتمالاً یک سیاهچالهٔ ابر پر جرم می‌باشد یک ارتباط قوی بین جرم سیاهچاله و سرعت انشار ستاره‌ها در برآمدگی وجود دارد رابطهٔ M-sigma.

## شبه کرهٔ بسیار عظیم
جثهٔ ستاره‌ها در کهکشان‌های مارپیچی اگرچه در صفحهٔ کهکشان قرار گرفته‌اند اما ستارگان کمی وجود دارند که در یک مدار دایره‌ای به دور مرکز کهکشان قرار گرفته باشند بلکه آن‌ها در یک هالهٔ کره‌ای به دور هستهٔ کهکشانی قرار گرفته‌اند، به هر حال بعضی از ستارگان در یک هالهٔ کروی یا کره کهکشانی ساکن شده‌اند. رفتار مداری این ستارگان مورد بحث است، آن‌ها ممکن است برگشت یا کج شدن مدارها را توصیف نمایند، امّا حرکت ستارگان در یک مدار منظم را هرگز. هاله‌های ستاره‌ای ممکن است از کهکشان‌های کوچک که ادغام می‌شوند با کهکشان‌های مارپیچی حاصل شوند برای مثال کهکشان بیضوی Sagittarius Dwarf در فرایند ادغام با راه شیری است و مشاهدات نشان می‌دهد که بعضی از ستارگان در هاله که در راه شیری وجود دارند حاصل ان است بر خلاف دیسک کهکشانی به نظر می‌رسد که هاله عاری از غبار است و علاوه بر این ستارگان در هالهٔ کهکشانی از تراکم II پیرتر و با نسبت فلزی کمتر نسبت به تراکم I در دیسک کهکشانی (اما بسیار شبیه نسبت به برآمدگی کهکشانی) هستند هالهٔ کهکشانی همچنین از خوشه‌های کروی تشکیل شده است.
حرکت هاله‌های ستاره آن‌ها را در فرصت مناسب میان دیسک میاورد و تصور می‌شود که تعدادی از کوتوله‌های قرمزز نزدیک به خورشید متعلق به هاله‌های کهکشانی می‌باشند برای مثال Kapteyn's Star و Groombridge ۱۸۳۰ بر طبق حرکت نامنظم آن‌ها به دور مرکز کهکشان اگر آن‌ها این حرکت را همواره انجام دهند این ستاره‌ها اغلب آشکار میوند به صورت غیرطبیعی در حرکت مناسب بالا

## منشأ ناحیهٔ ساختار مارپیچ
برتیل لیندبلد در سال ۱۹۲۵ پیشگام مطالعه دربارهٔ دوران کهکشان و شکل‌گیری بازوهای مارپیچ بود. او پی برد که ایدهٔ مرتب شدن ستارگان در قالب مارپیچ به علت مسئلهٔ غیرقابل حل مارپیچی غیرقابل دفاع است. نظر به اینکه سرعت زاویه‌ای دوران دیسک کهکشانی با فاصله گرفتن از مرکز کهکشان تغییر می‌کند (از طریق یک مدل گرانشی منظومه شمسی) یک بازوی محوری (شیبه دود) سریعاً به هنگام چرخش کهکشان خم خواهد شد بازو در چرخش کم کهکشان خم شدن خود را افزایش می‌دهد تاجایی به دور کهکشان می‌پیچد. این مسئله، مسئلهٔ مارپیچ نامیده می‌شود. اندازه‌گیری تا قبل از سال ۱۹۶۰ نشان می‌داد که سرعت مداری ستاره‌ها در کهکشان‌های مارپیچی با در نظر گرفتن فاصله‌شان از مرکز کهکشان بسیار بالاتر انتظار ما در دینامیک نیوتن است اما هنوز نمی‌تواند استحکام ساختار مارپیچی را توضیح دهد
دو تئوری یا مدل برای ساختار کهکشان‌های مارپیچ وجود دارد.
1. شکل‌گیری ستاره‌ها معلول موج‌های چگالی در دیسک کهکشانی
2. مدل sspsf:شکل‌گیری ستارگان معلول shock waves میان ستاره‌ای می‌باشد.

## مدل موج چگالی
لیند بلد پیشنهاد کرد که بازوها نمایش دهندهٔ مکان‌های تقویت‌کنندهٔ چگالی می‌باشند (density waves) که باعث می‌شوند ستاره‌ها و گاز در آن‌ها دوران بسیار اهسته‌ای داشته باشد همانگونه که گاز داخل یک موج چگالی می‌شود فشار وارد می‌کند و یک ستارهٔ جدید را درست می‌کند بعضی از ستاره‌های ابی جوان که بازوها را روشن می‌کنند این ایده تحت عنوان density wave theory توسط c.c Lin و frnk Shu، در سال ۱۹۶۴ بسط داده شد آن‌ها پیشنهاد دادند که بازوهای مارپیچی آشکارسازی موج چگالی می‌باشند تلاش برای توضیح ساختار کشیدگی بزرگ مارپیچ‌ها در شرایط تکثیر موج‌های کوتاه دامنه با سرعت زاویه‌ای مناسب که با سرعت متفاوت از ستاره‌ها و گازهای کهکشان اطراف کهکشان می‌چرخند.

## نظریهٔ تاریخی لین و شو
نخستین نظریهٔ مورد قبول برای ساختار مارپیچی توسط لین و شو در سال ۱۹۶۴ ابداع شد.
1. آن‌ها پیشنهاد دادند که بازوهای مارپیچی آشکارسازی (نظریه) موج چگالی می‌باشند.
2. آن‌ها فرض کردند که ستاره‌ها در مداری که اندکی بیضوی است حرکت می‌کنند و جهت‌یابی آن‌ها در مدارشان، بیضوی بودن و جهت‌یابی آن‌ها به هم وابستگی دو به دو دارد، آن‌ها همواره در یک مسیر با افزایش فاصله از مرکز کهکشانی حرکت می‌کنند این توضیح اصلی دیاگرام است. این توضیح در برگیرندهٔ موضوعی که مدارهای بیضوی برای تأثیرپذیری از بازوها در مکان‌های مشخص به یکدیگر نزدیک می‌شوند نمی‌باشد، بنابراین ستاره‌ها در همین موقعیتی که ما اکنون مشاهده می‌کنیم تا ابد باقی نخواهند ماند، بلکه همچنانکه که در حال گذر از مدارشان هستند از میان بازوها عبور خواهند کرد (این نظریه نیاز به منبع دارد).

## مثال‌های مهم
| - سه‌سو - گرداب | - راه‌شیری - زن برزنجیر | - آفتاب‌گردان - کهکشان فرفره |

### اجزا
| - لوح کهکشانی - مرکز کهکشان | - هاله کهکشان | - تاج کهکشان |

### رده‌بندی
| - نمودار رنگ-قدر کهکشان - رده‌بندی ریخت‌شناسی کهکشان - رشته هابل - لوح کهکشان - کهکشان فعال - کهکشان مارپیچی میله‌ای | - کهکشان کوتوله - کهکشان کوتوله بیضوی - کهکشان کوتوله کروی - کهکشان بیضوی - کهکشان مارپیچی متوسط - کهکشان نامنظم | - کهکشان عدسی - کهکشان حلقوی - کهکشان ستاره‌زا - کهکشان سویفرت - کهکشان مارپیچی بدون میله |

### دیگر
| - سیستم مختصات کهکشانی - تشکیل و تکامل کهکشان‌ها - گروه‌ها و خوشه‌های کهکشانی | - فهرست کهکشان‌ها - فهرست کهکشان‌های نزدیک | - گاه‌شمار کهکشان‌ها، خوشه‌های کهکشانی و ساختارهای بزرگ - Tully-Fisher relation |